# Torsten Andersen
Torsten Andersen (født 27. marts 1949) er en dansk tidligere fodboldspiller, der i perioden 1977-1979 nåede at spille 6 landskampe med en enkelt scoring. Han spillede bl.a. for de danske klubber AB og KB samt for den belgiske klub RSC Anderlecht.